# Sein Freund Jello
Sein Freund Jello (Originaltitel: Old Yeller) ist ein von der Firma Walt Disney Productions produziertes Filmdrama des Regisseurs Robert Stevenson aus dem Jahr 1957. Die Handlung basiert auf dem gleichnamigen Roman von Fred Gipson, der für diesen den Literaturpreis Newbery Medal verliehen bekam.

## Handlung
Es wird das Jahr 1860 in Texas geschrieben. Der 15-jährige Travis muss zusammen mit seinem sechsjährigen Bruder Arliss und seiner Mutter auf die Familienfarm achtgeben, weil der Vater längere Zeit abwesend ist, um eine Viehherde weit über Land zu schaffen. Weil Travis dadurch der älteste „Mann“ im Haus ist, fühlt er sich gegenüber Mutter und Bruder in der Verantwortung.
Nur widerwillig beschließt er, einen streunenden Hund, der ihm zugelaufen ist, aufzunehmen. Er gibt ihm den Namen Jello.
Als Arliss eines Tages im Brunnen einen jungen Bären aufstöbert und von der alten Bärin angefallen wird, rettet Jello dem Kind das Leben. Von nun an gehört der Hund zur Familie. Ein paar Tage später gerät Travis in Gefahr, als er es mit einer aufgescheuchten Rotte junger Wildschweine zu tun bekommt. Wieder ist Jello zur Stelle und sorgt dafür, dass dem Jungen nichts Schlimmeres passiert als eine Verletzung am Bein. Allerdings hat der Hund viele Wunden abbekommen und muss – zusammen mit Travis – von Mutter Katie gepflegt werden.
Ein Mädchen aus der Nachbarschaft besucht die zwei Patienten und bringt als Gastgeschenk ein erst wenige Tage altes Hündchen mit, das Jello einmal Gesellschaft leisten soll.
Nach und nach erholt sich Jello von seinen Verletzungen. Es dauert aber nicht lange, bis das Schicksal wieder zuschlägt. Um einen streunenden Wolf von der Farm zu verjagen, muss Jello mit dem wilden Tier kämpfen und etliche Blessuren einstecken. Bald zeigt sich, dass sich Jello bei der Rauferei mit Tollwut angesteckt hat. Schweren Herzens gibt ihm Travis den Gnadenschuss.
Das kleine Hündchen vom Nachbarskind wächst schnell heran, und je älter es wird, desto mehr ähnelt es Jello. So kann die Familie dessen Tod besser verkraften.

## Fortsetzung
Der Film wurde 1963 mit dem Spielfilm Im Tal der Apachen (Savage Sam) unter Regie von Norman Tokar fortgesetzt, in dem die menschlichen Hauptfiguren in die Gefangenschaft der Apachen geraten und mithilfe des Sohnes von Jello gerettet werden können. Obgleich Tommy Kirk, Kevin Corcoran und Jeff York ihre Rollen aus Sein Freund Jello erneut verkörperten, erreichte die Fortsetzung nicht dieselbe Beliebtheit.

## Kritiken
„Liebenswerter Tierfilm, spannend und gefühlvoll inszeniert.“

## Auszeichnungen
- 1958: Laurel Award in der Kategorie Bester Unterhaltungsfilm
- 2019: Aufnahme in das National Film Registry

## DVD-Veröffentlichung
- Sein Freund Jello. Buena Vista Home Video 2008.